# Epitaph (Mingus)
Epitaph ist ein Jazz-Album von Charles Mingus, das postum 1989 aufgenommen und 1990 auf CD veröffentlicht wurde.
Die CD Epitaph ist die Aufnahme einer großorchestralen Suite, deren Noten im Nachlass des verstorbenen Jazz-Bassisten, Komponisten und Bandleaders Charles Mingus (* 1922, † 1979) von Andrew Homzy aufgefunden, von Gunther Schuller und Homzy rekonstruiert und am 3. Juni 1989 uraufgeführt wurde. 1990 wurden Studioaufnahmen mit dem gleichen Ensemble als Doppel-CD auf dem Label Columbia Records veröffentlicht (CBS 466631-2).

## Die Vorgeschichte
Die erste Aufführung von Teilen der Suite Epitaph, seiner groß angelegten Grabinschrift, die er sich selbst zu Lebzeiten komponierte, wurde für Charles Mingus zum großen Fiasko: Die vorgesehene Aufführung in der New Yorker Town Hall war von ihm als offene Aufnahmesitzung mit Probencharakter geplant gewesen. Entsprechend lief auch der Eintrittskartenverkauf. Dass dies Ärger geben würde, war eigentlich vorauszusehen. Von seiner damaligen Plattenfirma United Artists war aber der Raum wie für ein reguläres Konzert gebucht worden. Schon die Vorbereitungen scheiterten: Der Zeitpunkt musste nach vorne verlegt werden, wodurch ein enormer Zeitdruck entstand. Mingus beschäftigte Melba Liston, Bob Hammer und Gene Roland mit der Orchestrierung. Vor Beginn der Aufführung kopierten noch die Musiker die Noten. Und Mingus war über den Kartenverkauf so verärgert, dass er dem Publikum vor dem Beginn des Probenkonzerts empfahl, zur Kasse zu gehen und sich das Eintrittsgeld zurückgeben zu lassen. Ein Teil des Publikums tat das dann auch, als sie hörten, dass ihnen statt eines Konzerts nur Proben geboten wurden. Und die Bühnenarbeiter ließen noch während der Aufführung den Vorhang hinunter, um rechtzeitig nach Hause zu kommen.
Mingus´ Ambitionen gingen damals in einem großen Chaos unter; es wurde nur ein Teil der Suite aufgeführt, von dem zunächst wiederum nur ein Teil von den Produzenten George Wein und Alan Douglas ausgewählt und von der Plattenfirma United Artists auf LP veröffentlicht wurde. Erst 1994 wurden alle aufgenommenen Stücke auf CD veröffentlicht, wobei deutlich wird, dass die Aufnahmen mehr Substanz besitzen, als die Schallplatte mit einer wenig glücklichen Auswahl erahnen ließ.

## Die Rekonstruktion
In Charles Mingus´ Nachlass fanden sich Teile des Manuskriptes voll widersprüchlicher Instruktionen. Der Dirigent, Komponist und Third-Stream-Theoretiker Gunther Schuller machte sich an die mühsame Restaurierung und Ergänzung der Aufzeichnungen. Dazu befragte er auch die mitwirkenden Musiker, die zum Teil schon 1962 mit dem Bandleader gespielt hatten, wie Clark Terry und Ernie Royal, der in der Partitur Anweisung bekommen hatte, beim Blasen an zu Hause zu denken („How´s the family, Ernie?“).

## Die Aufführung
Der Sender BBC 4 war für eine Produktion der großorchestralen Suite zu haben – 1989 wurde schließlich das opus magnum von Charles Mingus aufgeführt: Schuller konnte mit einer 30-Mann-Band (allein 22 Bläser) aufwarten. Es wurde eine Suite in 19 Segmenten gespielt, über zwei Stunden lang, die alle Facetten des musikalischen Kosmos des Bassisten aufscheinen lässt – triumphierende Soli (wie das von John Handy), die aus wohlorganisiertem Chaos aufsteigen; sein Bluesfeeling (in Peggy´s Blue Skylight mit John Abercrombie als Solisten), seine Verbundenheit mit und seine schöpferischen Anleihen bei Duke Ellington (in Freedom zitiert Mingus Happy-Go-Lucky Local, in Ballad spielen die Trompeter Randy Brecker und Wynton Marsalis im „plunger“-Sound wie Clark Terry). Sein Verständnis des Verbindens von Jazztradition und Jazzmoderne zeigt Mingus bei der Abwandlung von Standards (Started Melody von I Can´t Get Started) und dem Rekurs auf Jazzmusiker wie Thelonious Monk (Monk, Bunk & viceversa). Gleichzeitig gibt die Partitur Raum für die typischen Kollektivimprovisationen und explosive Soli, wie sie der Trompeter Jack Walrath und der Tenorsaxophonist George Adams hier spielen.
Gleichzeitig werden Mingus´ Bezüge zur modernen Klassik deutlich: Moods In Mambo ist ungewöhnlich instrumentierte Kammermusik; The Children Hour Of Dreams weist auf Komponisten wie Maurice Ravel und Béla Bartók, wie Gunther Schuller erläutert. In Self Portrait/Chill Of Death findet der Zusammenklang von rund hundert Kurz-Soli in einem Elf-Minuten-Segment statt. Trotz der überlappenden Soli und der schnellen Wechsel ist das Stück ein geschlossener, nicht überladener, nie hektischer, dichter Nukleus der ganzen Suite.
Gegen Schluss gelingt es Schuller in Freedom, die nasale Singstimme des toten Charles Mingus live einzublenden: Sie rezitiert inmitten des Orchesters die Knittelverse vom „Maultier, das weiter ausharren soll“, bis es die Freiheit kriegt.

## Titel-Liste
CD 1
1. Main Score, Pt. 1 (7:08) Solisten: Handy, Schuller, Handy, Watson, Lewis – Wilder, Lewis, Woodman
2. Percussion Discussion (8:37) Solisten: Victor Lewis, Reggie Johnson
3. Main Score, Pt. 2 (5:07) Solisten: John Handy
4. Started Melody (11:53) Solisten: Watson, Johnson, Smulyan, Rosenberg, Hicks, Berger, Soloff
5. Better Get Hit in Yo' Soul (9:08) Solisten: Walrath, Handy, Woodman, Adams, Hicks, Lewis
6. The Soul (3:19) Solisten: Karl Berger
7. Moods in Mambo (4:16) keine Soli
8. Self Portrait/Chill of Death (11:27) Hauptsolisten: Abercrombie, Berger, Schuller, Hanna, Handy (Klarinette)
9. O.P. (Oscar Pettiford)(2:03) Keine Soli
10. Please Don't Come Back from the Moon (9:50) Solisten: Adams, Hanna, Hicks, Brecker, Berger

CD 2
1. Monk, Bunk & Vice Versa (3:04) Solisten: Jerome Richardson, Wynton Marsalis
2. Peggy’s Blue Skylight (4:35) Solisten: John Abercrombie
3. Wolverine Blues (6:13) Solisten: Hanna, Brecker, Rabinowitz, Hicks
4. The Children’s Hour of Dream (9;09) Keine Soli
5. Ballad (In Other Words, I Am Three) (9:43) Solisten: Brecker, Watson, Marsalis
6. Freedom (7:03) Solisten: Hicks, Rosenberg
7. Interlude (The Underdog Rising) (5:26) Solisten: Britt Woodman
8. Noon Night (4:27) Solisten: George Adams
9. Main Score Reprise (3:55) Solisten: Handy, Walrath, am Ende alle Musiker

Mit Ausnahme von (I:2), (I:5) und (I:7) wurden alle Stücke vom vollen Ensemble gespielt.

## Besetzung
Dirigent
- Gunther Schuller

Holzbläser
- George Adams (Tenorsaxophon) (auch I:5)
- Phil Bodner (Oboe, Englischhorn, Klarinette, Tenorsaxophon) (auch I:2)
- John Handy (Klarinette, Altosaxophon) (auch I:5)
- Dale Kleps (Flöte, Kontrabassklarinette) (auch I:7)
- Michael Rabinowitz (Fagott, Bassklarinette) (auch I:7)
- Jerome Richardson (Klarinette, Altsaxophon)
- Roger Rosenberg (Piccolo, Flöte, Klarinette, Baritonsaxophon) (auch I:2, I:7)
- Gary Smulyan (Klarinette, Baritonsaxophon)
- Bobby Watson (Klarinette, Flöte, Sopransaxophon, Altsaxophon) (auch I:2, I:7)

Trompeten
- Randy Brecker
- Wynton Marsalis
- Lew Soloff (auch I:2, I:7)
- Jack Walrath (auch I:5)
- Joe Wilder (auch I:7)
- Snooky Young (auch I:2)

Posaunen/Tuben
- Eddie Bert
- Sam Burtis (auch I:2)
- Urbie Green
- David Taylor (auch I:7)
- Britt Woodman (auch I:5)
- Paul Faulise (Bassposaune) (auch I:7)
- Don Butterfield (Tuba) (auch I:2, I:7)

Rhythmusgruppe
- Karl Berger (Vibraphon, Kuhglocke) (auch I:7)
- John Abercrombie (Gitarre)
- Roland Hanna (Piano) (auch I:2)
- John Hicks (Piano) (auch I:5)
- Reggie Johnson (Kontrabass) (auch I:2)
- Ed Schuller (Kontrabass, Güiro) (auch I:2, I:5, I:7)
- Victor Lewis (Drums) (auch I:2, I:5, I:7)
- Daniel Druckman (Percussion, Tumba) (auch I:7)